# Diecezja Ilhéus
Diecezja Ilhéus (łac. Dioecesis Ilheosensis) – diecezja Kościoła rzymskokatolickiego w Brazylii. Należy do metropolii São Salvador da Bahia  wchodzi w skład regionu kościelnego Nordeste III. Została erygowana przez papieża Piusa X bullą Majus animarum bonum w dniu 20 października 1913.